# Josva Kleist
Hans Hoseas Josva Kleist (født 14. januar 1879 i Nanortalik, død 29. marts 1938 i Narsarmijit) var grønlandsk kateket, digter og medlem af Landsrådet.

## Liv
Josva Kleist var søn af Jakob Emanuel Adolph Isak Kleist og dennes kone Marie Elisabeth Sabine Berthelsen. Rasmus Berthelsen (1827-1901) var hans grandonkel.
Indtil 1903 gik han på Grønlands Seminarium, hvor han blev uddannet kateket. Han arbejdede som kateket i Narsarmijit i mange år. Mellem 1911 og 1922 sad han i Grønlands Landsråd og var efterfølgende også i 1925, 1932, 1933 og 1937 til stede som suppleant ved møderne.
I sine digte advarer Josva Kleist mod kaffe- og cigaretafhængighed og opfordrer til ikke at være konservativ og stivnakket, men heller ikke at glemme de gamle dyder.
I 1903 giftede han sig i Nuuk med Ketura Helene Juliane Holm (1882-1904), datter af tømrer Niels Edvard Julius Carl Holm og dennes kone Helene Batseba Debora Eleonora Esther Heilmann. Hans kone døde året efter i barselssengen, og Josva Kleist ægtede i 1907 Bolethe Marie Ingeborg Chemnitz (1888-1957), datter af pastor og kateket Jens Anton Barsilai Ignatius Chemnitz (1853-1929) og dennes kone Ane Marie Jacobine Cathrine Holm (1858-1929) og søster til Jørgen Chemnitz (1890-1956). De fik blandt andet datteren Marie "Maaliaaraq" Athalie Qituraq Kleist g. Vebæk (1917-2012), der blev en kendt forfatter.